# Luftforsvaret
Luftforsvaret er det norske flyvevåben. Det blev etableret som en separat del af forsvaret den 10. november 1944 af den norske eksilregering i London.
Hovedopgaverne er at identificere ukendte fly i fredstid, udføre offensive flyoperationer mod angribende invasionsstyrker til søs og i luften i krigstid samt overvågning af Norges territorialfarvand. Bortset fra droner har Luftforsvaret monopol på norsk militærflyvning.
Foruden 1.430 personer, som er direkte tilknyttet Luftforsvaret, har denne gren af forsvaret omkring 100 officerer og 600 værnepligtige soldater.

## Materiel
Følgende er fly og helikoptere anvendes af Luftforsvaret:
| Fly                            | Foto    | Oprindelse     | Rolle                | Version         | Antal   | Bemærkning                                        |
| Kampfly                        | Kampfly | Kampfly        | Kampfly              | Kampfly         | Kampfly | Kampfly                                           |
| ------------------------------ | ------- | -------------- | -------------------- | --------------- | ------- | ------------------------------------------------- |
| F-16 Fighting Falcon           |         | USA · Holland  | Multirollefly        | F-16AM F-16BM   | 47 10   | udfases og erstattes af F-35 Lightning II         |
| Transportfly                   |         |                |                      |                 |         |                                                   |
| Lockheed Martin C-130 Hercules |         | USA            | Taktisk transportfly | C-130J-30       | 4       | Frigg, Frøya, Idunn og Nanna                      |
| Andre fly                      |         |                |                      |                 |         |                                                   |
| Lockheed P-3 Orion             |         | USA            | Maritimt patruljefly | P-3C P-3N       | 4 2     |                                                   |
| Saab MFI-15 Safari             |         | Sverige        | Elementært skolefly  | MFI-15          | 16      |                                                   |
| Dassault DA-20 Jet Falcon      |         | Frankrig       | VIP-transport        | Falcon 20C-5    | 3       |                                                   |
| Helikoptere                    |         |                |                      |                 |         |                                                   |
| Bell 412                       |         | USA            | Alsidig helikopter   | 412SP/412HP     | 18      |                                                   |
| NHIndustries NH90              |         | EU             | Flådehelikopter      | NH90 NFH        | 3       | benyttes af Sjøforsvaret og Kystvakten 14 bestilt |
| Westland Sea King              |         | Storbritannien | Redningshelikopter   | Sea King Mk.43B | 12      | udfases og erstattes af AgustaWestland AW101      |